# Philodoria basalis
Philodoria basalis är en fjärilsart som beskrevs av Walsingham 1907. Philodoria basalis ingår i släktet Philodoria och familjen styltmalar. Inga underarter finns listade i Catalogue of Life.